# 前野自温
前野 自温（まえの よりあつ？/よりはる？）は、江戸時代末期ごろの武士・阿波徳島藩上士。阿波前野氏自香系五代当主。

## 人物
寛政2年（1790年）12月、隠居（蟄居とも伝わる）した兄・前野自道の家督を継ぐ。
元は前野自行の四男だが、嫡男と次男が次々と若くして亡くなったため、三男の自道が自行の家督を継いだ。
福屋邦喬の娘を室に迎え、三女を邦喬の孫である福屋兼美に嫁がせるなど、福屋家との関わりを強くした。
嫡男の前野自敏は、新撰組の隊士になった後に靖兵隊の伍長として活躍した前野五郎の父としても知られるが、『蜂須賀家家臣成立書并系図』には五郎の名は記載されておらず、出典は明確ではない。文化14年（1817年）5月、病没する。

## 氏族
前野氏は、桓武天皇皇子の良岑安世を始祖とする良岑氏の系統で、平安時代末期もしくは鎌倉時代初期に創設された氏である。良岑高成(立木田高成)の子である前野高長もしくはその曾孫である前野時綱が尾張国丹羽郡前野村（現在の愛知県江南市前野町〜大口町辺り）に移り住んで前野を名乗ったのが始まりとされている。だが、自香の家系である前野家は、藤原利仁流富樫氏族坪内氏の出身である前野左近将監為定が始祖であり、『蜂須賀家家臣成立書并系図』によるとその実の子孫であるが、別の『前野氏系図』によると為定の家を継いだ前野宗高は養子で良岑氏流前野氏の出身であったとされている。

## 系譜
- 祖父：市原三四郎勝元
- 父：前野郡平自行
- 母：前野徳兵衛自韶娘
- 妻：福屋清作邦喬娘
  - 岩田茂之室
  - 女（早世）
  - 福屋兼美室
  - 前野健太郎自敏